# Gran Premio de Austria de Motociclismo de 1977
El Gran Premio de Austria de Motociclismo de 1977 fue la segunda prueba de la temporada 1977 del Campeonato Mundial de Motociclismo. El Gran Premio se disputó el 1 de mayo de 1977 en el circuito de Salzburgring.
Durante la carrera de 350cc, la primera de la jornada, Franco Uncini cae, implicando en el incidente a Johnny Cecotto, Dieter Braun y Patrick Fernandez. Hans Stadelmann, uno de los seguidores, fue golepado por su propia moto, muriendo al instante. La carrera fue interrumpida y seguidamente anulada. Fernandez y Cecotto estuvieron inmovilizados durante muchas semanas, mientras que Braun puso fin a su carrera.

## Resultados 500cc
A causa de la muerte de Stadelmann, en 500 muchos pilotos decidieron boicotear y no salir en la Carrera, con lo que la parrilla de salida constó de 14 pilotos. La victoria fue para el piloto de segunda fila Jack Findlay.
| Pos.     | Piloto              | Equipo | Tiempo      | Pts. |
| -------- | ------------------- | ------ | ----------- | ---- |
| 1        | Jack Findlay        | Suzuki | 51'19.260   | 15   |
| 2        | Max Wiener          | Suzuki | +15.400     | 12   |
| 3        | Alex George         | Suzuki | +15.910     | 10   |
| 4        | Helmut Kassner      | Suzuki | +25.360     | 8    |
| 5        | Franz Heller        | Suzuki | +1 Vuelta   | 6    |
| 6        | Michael Schmid      | Suzuki | +3 Vueltas  | 5    |
| NC       | Marcel Ankoné       | Suzuki | +16 Vueltas |      |
| Ret      | Werner Nenning      | Suzuki | Ret         |      |
| Ret      | Bo Granath          | Suzuki | Ret         |      |
| Ret      | Virginio Ferrari    | Suzuki | Ret         |      |
| Ret      | Markku Matikainen   | Suzuki | Ret         |      |
| Ret      | Stuart Avant        | Suzuki | Ret         |      |
| Ret      | Armando Toracca     | Suzuki | Ret         |      |
| Ret      | Boet van Dulmen     | Suzuki | Ret         |      |
| DNS      | Pat Hennen          | Suzuki | DNS         |      |
| DNS      | Barry Sheene        | Suzuki | DNS         |      |
| DNS      | Philippe Coulon     | Suzuki | DNS         |      |
| DNS      | Christian Estrosi   | Suzuki | DNS         |      |
| DNS      | Marco Lucchinelli   | Suzuki | DNS         |      |
| DNS      | Steve Parrish       | Suzuki | DNS         |      |
| DNS      | Gianfranco Bonera   | Suzuki | DNS         |      |
| DNS      | Wil Hartog          | Suzuki | DNS         |      |
| DNS      | John Williams       | Suzuki | DNS         |      |
| DNS      | Teuvo Länsivuori    | Suzuki | DNS         |      |
| DNS      | Gianni Rolando      | Suzuki | DNS         |      |
| DNS      | John Newbold        | Suzuki | DNS         |      |
| DNS      | Michel Rougerie     | Suzuki | DNS         |      |
| DNS      | Jean-Philippe Orban | Suzuki | DNS         |      |
| DNS      | Dieter Braun        | Suzuki | DNS         |      |
| DNS      | Chas Mortimer       | Suzuki | DNS         |      |
| DNS      | Steve Baker         | Yamaha | DNS         |      |
| DNS      | Johnny Cecotto      | Yamaha | DNS         |      |
| DNS      | Giacomo Agostini    | Yamaha | DNS         |      |
| DNS      | Tom Herron          | Yamaha | DNS         |      |
| Sources: |                     |        |             |      |

## Resultados 125cc
En el octavo de litro, Eugenio Lazzarini con su Morbidelli fue muy superior a su compatriota Pier Paolo Bianchi al que le aventajó en casi 50 segundos. El austríaco Harald Bartol, ante el entusiasmo de los espectadores, fue tercero.
| Pos. | Piloto                 | Moto       | Tiempo     | Pts. |
| ---- | ---------------------- | ---------- | ---------- | ---- |
| 1    | Eugenio Lazzarini      | Morbidelli | 48' 14" 90 | 15   |
| 2    | Pier Paolo Bianchi     | Morbidelli | +49" 98    | 12   |
| 3    | Harald Bartol          | Morbidelli | +58" 97    | 10   |
| 4    | Pierluigi Conforti     | Morbidelli | +1' 08" 28 | 8    |
| 5    | Stefan Dörflinger      | Morbidelli | +1' 26" 66 | 6    |
| 6    | Hans Müller            | Morbidelli | +1' 26" 73 | 5    |
| 7    | János Drapál           | Morbidelli | +1 giro    | 4    |
| 8    | Per-Edvard Carlsson    | Morbidelli | +1 Vuelta  | 3    |
| 9    | Rolf Blatter           | Morbidelli | +1 Vuelta  | 2    |
| 10   | Johann Parzer          | Morbidelli | +1 giro    | 1    |
| 11   | Matti Kinnunen         | Morbidelli | +1 Vuelta  |      |
| 12   | Hans Hallberg          | Morbidelli | +1 Vuelta  |      |
| 13   | Thierry Noblesse       | Morbidelli | +1 Vuelta  |      |
| 14   | Hans-Jürgen Hummel     | Morbidelli | +1 Vuelta  |      |
| 15   | Johann Zemsauer        | Rotax      | +1 Vuelta  |      |
| 16   | August Auinger         | Morbidelli | +1 Vuelta  |      |
| 17   | Cees van Dongen        | Morbidelli | +2 Vueltas |      |
| 18   | Jan Ubels              | Morbidelli | +2 Vueltas |      |
| 19   | Alfred Schmid          | Morbidelli | +2 Vueltas |      |
| 20   | Anton Mang             | Morbidelli | +2 Vueltas |      |
| 21   | Walter Koschine        | Morbidelli | +3 Vueltas |      |
| 22   | Marc Constantin        | Morbidelli | +3 Vueltas |      |
| Ret  | Ángel Nieto            | Bultaco    | Ret        |      |
| Ret  | Gert Bender            | Bender     | Ret        |      |
| Ret  | Xaver Tschannen        | Bender     | Ret        |      |
| Ret  | Ernst Fagerer          | Morbidelli | Ret        |      |
| Ret  | Jean-Louis Guignabodet | Morbidelli | Ret        |      |
| Ret  | Julien van Zeebroeck   | Morbidelli | Ret        |      |
| Ret  | Jacky Hutteau          | Morbidelli | Ret        |      |
| Ret  | Horst Seel             | Seel       | Ret        |      |
| Ret  | Werner Schmied         | Rotax      | Ret        |      |
| Ret  | Patrick Plisson        | Morbidelli | Ret        |      |
| Ret  | Herbert Rittberger     | Morbidelli | Ret        |      |
| Ret  | Thierry Espié          | Motobécane | Ret        |      |
| Ret  | Michel Baloche         | Motobécane | Ret        |      |
| Ret  | Rino Pretelli          | Morbidelli | Ret        |      |